# Dobrovnik
Dobrovnik (em húngaro:  Dobronak) é um município da Eslovênia. A sede do município fica na localidade de mesmo nome.